# Heinrich Christian Born
Heinrich Christian Born (* 17. April 1847 in Erbenheim; † 25. Juli 1897 in Wiesbaden) war ein deutscher Landwirt, Bürgermeister und Mitglied des Preußischen Abgeordnetenhauses.

## Leben
Heinrich Christian Born wurde als Sohn des Bürgermeisters und Landwirts Heinrich Peter Born (1824–1874) und dessen Ehefrau Christiana Philippine Quint (* 1818) geboren und absolvierte nach seiner Schulausbildung eine landwirtschaftliche Lehre, um später den elterlichen Landwirtschaftsbetrieb zu übernehmen.
Von 1882 bis 1897 übte er in seiner Heimatgemeinde das Amt des Bürgermeisters aus und hatte in dieser Funktion von 1886 bis 1897 ein Mandat für den Nassauischen Kommunallandtag des preußischen Regierungsbezirks Wiesbaden bzw. für den Provinziallandtag der Provinz Hessen-Nassau, wo er Mitglied des Finanz- und Rechnungsprüfungsausschusses war. Rudolf Vogt wurde sein Nachfolger. 
Von 1886 an war er Mitglied des Landesausschusses und hatte von 1889 an einen Sitz im Kreistag Wiesbaden, als Vertreter des größeren Grundbesitzes.
Im selben Jahr erhielt er ein Mandat für das Preußische Abgeordnetenhaus, gewählt für den Wahlkreis Wiesbaden 8 (Wiesbaden, Höchst) als Mitglied der Nationalliberalen Partei. Er blieb bis 1897 in dem Parlament.